# Fort Thompson
Fort Thompson ist eine Siedlung und ein Census-designated place im Buffalo County im US-Bundesstaat South Dakota. Das U.S. Census Bureau hat bei der Volkszählung 2020 eine Einwohnerzahl von 1224 ermittelt. Fort Thompson hat eine Fläche von 32,6 km². Es ist die größte Siedlung in der Crow Creek Indianer Reservation.

## Geschichte
Fort Thompson wurde nach dem Indianer-Agentur-Agenten, Clark W. Thompson (1825–1885) benannt. Fort Thompson grenzt an den „Big Bend Dam“ und den Stausee „Lake Sharpe“, einer der vier Missouri Stauseen die von dem United States Army Corps of Engineers nach dem Pick-Sloan-Plan erstellt wurden. Geplant 1944 für den Hochwasserschutz und Wasserkraft. Die Arbeiten an Damm und See wurden in den 1960er Jahren abgeschlossen. Dabei wurden die fruchtbarsten Gebiete um das Dorf Fort Thompson überschwemmt. Teile des Dorfes mussten neu errichtet werden, da auf dem Gebiet die Staumauer errichtet wurde. Dieser Verlust von Ackerland verschlimmerte die Situation der dort lebenden Dakota and Lakota Indianer. Fort Thompson ist Sitz der Verwaltung des Crow Creek Indianer Reservats. Die Armut in Fort Thompson wird oft mit der eines Dritten Welt Landes verglichen. Die meisten Bewohner sind arbeitslos. In der Nähe des Dorfes befindet sich eine archäologische Stätte, die „Fort Thompson Mounds“. Es handelt sich dabei um eine Indianische Begräbnisstätte aus dem 8. Jahrhundert. Diese liegt auf dem Gebiet der Crow Creek Indianer Reservation. Seit 1964 handelt es sich dabei um ein National Historic Landmark der Vereinigten Staaten.

## Demografische Daten
Das durchschnittliche Einkommen eines Haushalts liegt bei 9191 USD, das durchschnittliche Einkommen einer Familie bei 9191 USD. Männer haben ein durchschnittliches Einkommen von 19375 USD gegenüber den Frauen mit durchschnittlich 18.750 USD. Das Pro-Kopf-Einkommen liegt bei 4030 USD.
64,6 % der Einwohner und 64 % der Familien leben unterhalb der Armutsgrenze. 45 % der Einwohner sind unter 18 Jahre alt und auf 100 Frauen ab 18 Jahren und darüber kommen statistisch 95,3 Männer. Das Durchschnittsalter beträgt 20 Jahre (Stand: 2000).

## Persönlichkeiten
- Elizabeth Cook-Lynn (1930–2023), Autorin und Professorin